# Jacob Spangler
Jacob Spangler (* 28. November 1767 in York, Province of Pennsylvania; † 17. Juni 1843 ebenda) war ein US-amerikanischer Politiker. In den Jahren 1817 und 1818 vertrat er den Bundesstaat Pennsylvania im US-Repräsentantenhaus.

## Werdegang
Jacob Spangler besuchte die York County Academy und arbeitete danach bei der Landvermessung. Im Jahr 1799 war er Trompeter bei einer berittenen Einheit der Staatsmiliz. Von 1795 bis 1812 war er Posthalter in York. Außerdem saß er in den Jahren 1800 und 1814 im Bezirksrat des York County. Von 1796 bis 1815 war er auch stellvertretender Leiter der Landvermessung in diesem Bezirk.
Politisch wurde Spangler Mitglied der Demokratisch-Republikanischen Partei. Bei den Kongresswahlen des Jahres 1816 wurde er im vierten Wahlbezirk von Pennsylvania in das US-Repräsentantenhaus in Washington, D.C. gewählt, wo er am 4. März 1817 die Nachfolge von Hugh Glasgow antrat. Dieses Mandat übte er bis zu seinem Rücktritt am 20. April 1818 aus.
Zwischen 1818 und 1821 war Spangler Leiter der Landvermessungsbehörde seines Staates. Außerdem wurde er als General Kommandeur der Staatsmiliz. Im Jahr 1825 eskortierte er den französischen General Lafayette anlässlich dessen Staatsbesuchs in den Vereinigten Staaten von York nach Harrisburg. Bis 1830 war er auch bei der Verwaltung beim Bezirksgericht im York County tätig. Von 1830 bis 1836 war er nochmals Leiter der Landvermessungsbehörde in Pennsylvania. Er starb am 17. Juni 1843 in York, wo er auch beigesetzt wurde.